# 趙英秀
趙英秀（韓語：조영수，1976年8月9日—）為韓國作詞人及作曲家，曾經為SG Wannabe、SeeYa、T-ara、洪真英、橙子焦糖製作歌曲。

## 作曲
- SG Wannabe：《幸虧愛上了你》
- SG Wannabe：《狂》
- SG Wannabe：《我的人 : Partner For Life》
- SG Wannabe：《因爲愛你》
- SG Wannabe：《LALALA》
- SG Wannabe：《盛夏的夢》
- SG Wannabe：《向日葵》
- SG Wannabe：《Gashiri》
- KCM：《黑白照片》
- KCM：《Smile Again》
- KCM：《致銀英Part 2》
- KCM：《當然》
- KCM：《太陽的眼淚》
- KCM：《Classic》
- KCM：《再見》
- KCM：《太陽的眼淚》
- 金鐘國：《原地踏步》
- T-ara：《謊言》
- T-ara：《為你瘋狂(I go crazy because of you)》
- T-ara：《Cry Cry》
- T-ara ft.Davichi：《We were in love(我們不是相愛嗎)》
- T-ara：《DAY BY DAY》
- T-ara：《First Love》
- 橙子焦糖：《Funny Honey》
- Davichi：《愛情與戰爭》
- 洪真英：《愛情的電池》
- 洪真英：《我的愛》
- 洪真英：《活著》
- 洪真英：《走好》
- 洪真英：《Love is like a petal》
- 電影《你不知道吧》我所認識的女人 OST
- 電視劇《再見愛情》伊甸園之東 OST

### 獲獎
- 1996年大學歌謠節大獎
- 2003年，作為作曲家的八年間，創作約有330首作品，幾乎一年作出40首以上。
- 2006年SBS歌謠大獎作曲家獎
- 2006年首爾歌謠大獎作曲家獎
- 2006年MKMF作曲獎
- 2007年第9屆MKMF作曲獎
- 2007年連續三年韓國音樂版稅收入排名第1位。
- 2009年Cyworld Digital Music Award 作曲家獎